# Esther Gitman
Esther Gitman (Sarajevo, 20 settembre 1939) è una scrittrice e storica statunitense, studiosa dell'Olocausto in Jugoslavia, in particolare nello Stato Indipendente di Croazia (in serbo-croato: Nezavisna Država Hrvatska, NDH).
Nel 2019 è stata insignita dell'Ordine del Duca Branimir.

## Biografia
Nacque il 20 settembre 1939 a Sarajevo da madre ebrea e padre croato. Il padre morì quando lei aveva solo quattro mesi di vita. Il 6 aprile 1941 la Jugoslavia fu invasa dalle potenze dell'Asse, il Regio Esercito Jugoslavo si arrese il 17 aprile e i nazisti diedero vita allo Stato Indipendente di Croazia (NDH) sotto la guida del dittatore Ante Pavelić. Le autorità dello NDH, guidate dalle milizie ultranazionaliste degli Ustascia, furono protagoniste di violente atrocità contro l'etnia serba, gli ebrei e i rom presenti entro i confini del nuovo Stato.
Esther e sua madre fuggirono da Sarajevo nell'ottobre del 1941 verso l'Adriatico, nella zona di occupazione italiana, dove gli ebrei in fuga subirono comunque l'internamento, ma ricevettero un rifugio e un trattamento migliore. Dopo la capitolazione dell'Italia nel settembre 1943 e la successiva occupazione della regione da parte dei nazisti, i partigiani jugoslavi aiutarono le Gitman a fuggire in barca verso Santa Maria al Bagno, nell'Italia meridionale, dove vi rimasero fino alla fine della guerra, sopravvivendo all'Olocausto grazie all'aiuto dei gentili. Dopo la fine della guerra nel 1945 fu ristabilita la sovranità della Jugoslavia come Stato socialista sotto il leader partigiano Tito e le due donne si trasferirono nuovamente a Sarajevo.
Nel 1948 le Gitman seguirono l'aliyah in Israele, dove Esther visse per 19 anni e prestò anche servizio nell'esercito israeliano. Sposò il marito Israel ed ebbe una figlia, Michal. Dopo la Guerra dei Sei Giorni la famiglia si trasferì a Montréal, dove Israel conseguì il dottorato di ricerca, prima di stabilirsi a New York nel 1972. Michal è sposata con Dan Drillich e ha 6 figli.

### Carriera
Gitman conseguì la laurea in storia e sociologia presso l'Università Carleton di Ottawa, la laurea in giustizia penale presso l'Università di Long Island e il dottorato di ricerca in storia ebraica presso la City University di New York. Iniziò la sua ricerca sulla storia croato-ebraica nel 1999 con la tesi intitolata Rescue of Jews in the Independent State of Croatia, 1941-1945. Nel 2002 ottenne una borsa di studio Fulbright per recarsi in Croazia e continuare le sue ricerche.
Nel 2007 ottenne la borsa di studio per il post-dottorato dallo United States Holocaust Memorial Museum. Nel 2008 partecipò ad una conferenza sul cardinale Alojzije Stepinac, il membro più anziano della Chiesa cattolica in Croazia durante la seconda guerra mondiale. Compilò anche il database e i documenti sugli ebrei di Sarajevo e Zagabria sopravvissuti all'Olocausto.
Nel 2019 è stata insignita dell'Ordine del duca Branimir dalla presidente croata Kolinda Grabar-Kitarović per le sue ricerche e la promozione della verità in relazione alla storia croata del XX secolo, oltre ad aver pubblicato un nuovo libro interamente dedicato al cardinale Stepinac, intitolato Alojzije Stepinac - Pillar of Human Rights. Nel 2011 ha pubblicato il libro When Courage Prevailed: The Rescue and Survival of Jews in the Independent State of Croatia 1941-1945, testo che tratta del salvataggio e della sopravvivenza degli ebrei nello Stato indipendente di Croazia e del ruolo avuto dal cardinale Stepinac in quel periodo. Dal libro è stato realizzato anche un documentario scritto da Jadranka Jurško-Kero, uscito nel giugno 2011 e presentato in anteprima in Croazia. Nell'intervista rilasciata al quotidiano croato Večernji list, la Gitman ha dichiarato che per lei «Stepinac è un sant'uomo che ha salvato molti ebrei».

## Opere
- (EN) Esther Gitman, When Courage Prevailed: The Rescue and Survival of Jews in the Independent State of Croatia 1941-1945, Paragon House, 2011,  p. 271, ISBN 9781557788948.
- (EN) Esther Gitman, Alojzije Stepinac Pillar of Human Rights, Kršćanska sadašnjost, 2019,  p. 363, ISBN 9789531111980.
- (EN) Esther Gitman, A Legacy of the Jews of Yugoslavia with a Focus on Sarajevo, Newcastle, Cambridge Scholars Publishing, 2024,  p. 353, ISBN 9781036404994.